# هنري هوبير
هنري هوبير (بالفرنسية: Henri Hubert )‏ (و. 1872 – 1927 م) هو عالم إنسان، وعالم اجتماع، وعالم آثار، وأمين متحف، وبروفيسور فرنسي، ولد في الدائرة السادسة في باريس، توفي عن عمر يناهز 55 عاماً.

## التعليم
تعلم في مدرسة الأساتذة العليا، ومدرسة لويس الكبير الثانوية.

## روابط خارجية
- هنري هوبير على موقع الموسوعة البريطانية (الإنجليزية)